# Піхтинські голендри
Піхтинські голендри — етнічна група німців у Росії (згідно зі Всеросійським переписом населення 2002 року).

## Місце проживання
Проживають у трьох селах Піхтинськ, Среднєпіхтинськ і Дагник Заларінського району Іркутської області. На місцевому діалекті вони звучать відповідно Замустече, Новина, Дахни.
Разом у цих трьох селах налічується близько 300 голендрів, а в Іркутській області їхню кількість оцінюють у близько 2000 осіб.

## Культура
Німецький етнограф Едвард Бютов збирає матеріал про цей народ, що являє собою складну структуру, бо "вони носять німецькі прізвища, розмовляють на українському діалекті, шанують традиції, схожі з голландськими, й до того ж моляться «по-польськи». Відрізняються від мешканців російських сіл педантичністю, акуратністю та тим, що майже не вживають алкоголю. А своєю горілкою славляться на всю округу (вживають зрідка, лише на свята). Дітям дають німецькі імена і прізвища (прізвища — Людвиг, Зелент, Гільдебрандт, Гімбург, Кунц, а імена — Зигмунд, Едвард та Адольф). Живуть у хатах, які дуже схожі на українські, так само їх білять, як і сто років тому. «Велика хата» складається із 3 відділів — жилого, стайки (для худоби) і току (для сіна). Дах і стіни роблять дерев'яними. Жінки носять білі чепці. У будинках ще трапляються ткацькі верстати, які тут звуть «варстатами».

### Релігія
Попри те, що літні люди спілкуються мовою, яка більше схожа на українську, проте моляться польською мовою, оскільки Біблія у них польською мовою і надрукована готичним стилем. Християнські книги («ксьонжки») були вивезені прадідами з територій, які тоді були під польським впливом. Хоча піхтинці вважають себе лютеранами, проте в їхньому віруванні змішалися і протестантські обряди, і католицькі, і православні. Лютеранські псалми читають за польськими «ксьонжками», надрукованими у Східній Пруссії. Водночас поклоняються Петру, Мартину, Івану і Михайлу, що не характерно для протестантів, а Різдво і Пасху взагалі святкують за православним календарем.
З 2002 року голендрів відвідує ксьондз Ігнатій Павлюсь з іркутського римсько-католицького приходу Успіння Богодиці. У їхнє релігійне життя він не вмішується.
Свою самобутність зберегли зокрема й через те, що до 1990 року тут не було нормальної дороги й від сіл до районного центру можна було дістатися тільки трактором.

## Історія
Голендри переселилися до Сибіру в 1908 році під час Столипінської аграрної реформи. До того вони жили на річці Західний Буг, тому звалися бузькими голендрами. Нині ці території входять до складу Західної України, Білорусі та Польщі. Спочатку в Іркутську губернію прийшли чотири ходаки від голендрів і вибрали для майбутнього поселення найглухішу ділянку тайги серед боліт. З 1911 до 1915 року сюди приїхали 36 сімей. Вони заснували три села — Замустече, Новина, Дахни. Але переїхали не всі, багато голендрів залишилися на Бузі.
Сусідами голендрів є інші народи, що теж переселилися сюди під час Столипінської аграрної реформи. У Заларях — татарська громада, в Тагні — чуваші. У найближчому до голендрів селі Хор-Тагна живуть нащадки старообрядців-кержаків.
У 1930-ті і 1940-ві роки голендри зазнали переслідувань від радянської влади через надумані звинувачення у співпраці із німцями.
У 1970-ті роки голендри пройшли пік розвитку — 2 діючі колгоспи перевиконували всі плани, збудували швейну фабрику, пекарню і пошту, діяли 3 школи на 3 села, фельдерсько-акушерський пункт і дитячий садок, працівникам давали нове житло від колгоспу. Проте із розвалом колгоспів молодь знову почала виїжджати у міста. Останній колгосп працював до 2000 року. Дахни, колись найбільше село, зазнало найбільших демографічних втрат.
У липні 2012 року в Середньопіхтинську відкрився Музей голендрів — дім голендра Гімборга, збудований 1912 року. Його викупили у місцевої жительки, а їй надали інше житло у селі. Потім в дитячому садку відкрили класичний музей із тематичними відділами, стенди із фотографіями і моделлю трьох сіл із «великими будинками». Тобто, фактично, музей розташований у цих 2 приміщеннях. Крім цього у селі діє початкова школа і сільський клуб. Магазини не працюють, кілька разів на тиждень до сіл навідується автокрамниця. Середньопіхтинськ із цих трьох сіл станом на 2018 рік найбільше і найкраще збереглося, не в останню чергу завдяки тому, що дорога (12 км) від Хор-Тагни (велике сусіднє село із населенням 600 осіб) йде до цього села, а потім вже до інших двох.
У 2016 році відкрився офіційний сайт голендрів. Активісти села відвідали Польщу і Німеччину. Розпочали налагоджувати екотуризм.

## Походження
Існує принаймні дві версії походження назви «голендри». За однією з них вона походить від Hollaender — голландці, за іншою від старонімецького Hauländer — люди, що вирубали ліс під обробку землі.
Немає відповідно і єдиної думки про походження самого народу. Одні дослідники стверджують, що голендри прийшли на Буг з Пруссії, інші — що з Голландії. Відомо, що в середині XVII століття вони осіли на Бузі, на землях тодішньої Речі Посполитої, створили там колонії. У 1795 році, після третього поділу Польщі, голендри опинилися на території, що увійшла до складу Російської імперії — у Волинській і Гродненській губерніях. Поступово вони асимілювалися — звідси їхній діалект української мови, яку вони самі називають «хохляцькою», але зберігали свою лютеранську віру і прізвища.
У 1921 році після розпаду Російської імперії та громадянської війни бузькі голендри, що не виїхали в Сибір, опинилися на території, що відійшли Польщі, а вже в 1939 році їх поділили між собою гітлерівська Німеччина і сталінський СРСР (див. також Польська кампанія 1939 і Вторгнення СРСР до Польщі). По Бугу пройшов кордон і бузькі голендри опинилися в різних державах. Почалася Друга світова війна. Усе доросле населення голендрів, що опинилися в Радянському Союзі, включно з піхтинськими, потрапило або на фронт, або у трудову армію. Бузькі голендри врешті остаточно асимілювалися, вони втратили своє історичне коріння, традиції, будинки. Піхтинські голендри, що жили ізольованіше в тайзі, куди електрику провели лише 1959 року, а дорогу 1990 року, зберегли свою ідентичність.